# Mercaptopurină
6-mercaptopurina (6-MP) este un agent chimioterapic utilizat în tratamentul leucemiei limfoblastice acute (LLA), bolii Crohn și al colitei ulcerative. Este un analog de purină, acționând ca antimetabolit. Calea de administrare disponibilă este cea orală. Pentru tratamentul LLA se utilizează în asociere cu metotrexat.
Molecula a fost aprobată pentru uz medical în Statele Unite ale Americii în anul 1953. Se află pe lista medicamentelor esențiale ale Organizației Mondiale a Sănătății.